# László Nagy (poet)
László Nagy (n. 1925 – d. 1978) a fost un scriitor maghiar.